# Rudebeckia mira
Rudebeckia mira is een insect uit de familie van de vlinderhaften (Ascalaphidae), die tot de orde netvleugeligen (Neuroptera) behoort. 
Rudebeckia mira is voor het eerst wetenschappelijk beschreven door Tjeder & Hansson in 1992.